# Macrhybopsis aestivalis
Macrhybopsis aestivalis är en fiskart som först beskrevs av Girard, 1856.  Macrhybopsis aestivalis ingår i släktet Macrhybopsis och familjen karpfiskar. Inga underarter finns listade i Catalogue of Life.